# Johan Antero Cederberg
Johan Antero Cederberg, född 18 maj 1852 i Lochteå, död 28 maj 1915 i S:t Michel, var en finländsk präst och kyrkohistoriker. Han var far till Lauri och Arno R. Cederberg. 
Cederberg blev 1886 kyrkoherde i Nystad, 1895 i Tohmajärvi och 1908 i S:t Michels landsförsamling. Han publicerade ett flertal kyrkohistoriska källsamlingar, bland annat Suomalaisen Raamatun historia I (1885). Han ägde en boksamling på omkring 12 000 band, som utom teologisk och historisk litteratur omfattade en del värdefullt äldre finskt tryck. Huvuddelen av detta för sin tid synnerligen stora privatbibliotek förvärvades efter hans död av Åbo universitet. Han blev teologie hedersdoktor 1907.